# 제일연마
제일연마(Cheil Grinding Wheel Ind Co. Ltd.)는 대한민국의 기업이다. 본사는 경북 포항시 남구 대송로101번길 34(장흥동)에 위치해 있으며 대표이사는 오현수이다.

## 참고문헌
1. ↑  제일연마공업, 인도네시아 자회사에 49억 더 넣어 주식 추가 취득, 비즈니스포스트, 2020-01-08
2. ↑  제일연마, +3.96% 상승폭 확대, 조선비즈, 2024.05.03